# Appalačie

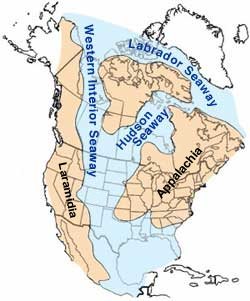
Velké vnitrozemské moře v době svého největšího rozsahu (Laramidie je pevnina nalevo).

Appalačie byl velký ostrovní kontinent, který existoval v období pozdní křídy (asi před 100 až 66 miliony let) na území západu Severní Ameriky. Vznikl rozšířením Velkého vnitrozemského moře, které v této době „přeťalo“ severoamerický kontinent přibližně napůl, a to v severojižním směru. Díky tomu se severoamerická dinosauří megafauna vyvíjela odlišně na západě (v Laramidii) a na východě (v Appalačii).

## Charakteristika
Appalačie nese název odvozený od Appalačského pohoří. Tato pevninská masa vznikla stejně jako Laramidie rozšířením moře v průběhu geologických věků cenoman až turon (asi před 100 až 90 miliony let) a zanikl počátkem paleocénu (asi před 70 až 60 miliony let) ústupem moře do oblasti dnešního Mexického zálivu. Nacházejí se zde známé fosiliferní formace, jako je souvrství Navesink nebo souvrství Demopolis Chalk.

## Fauna

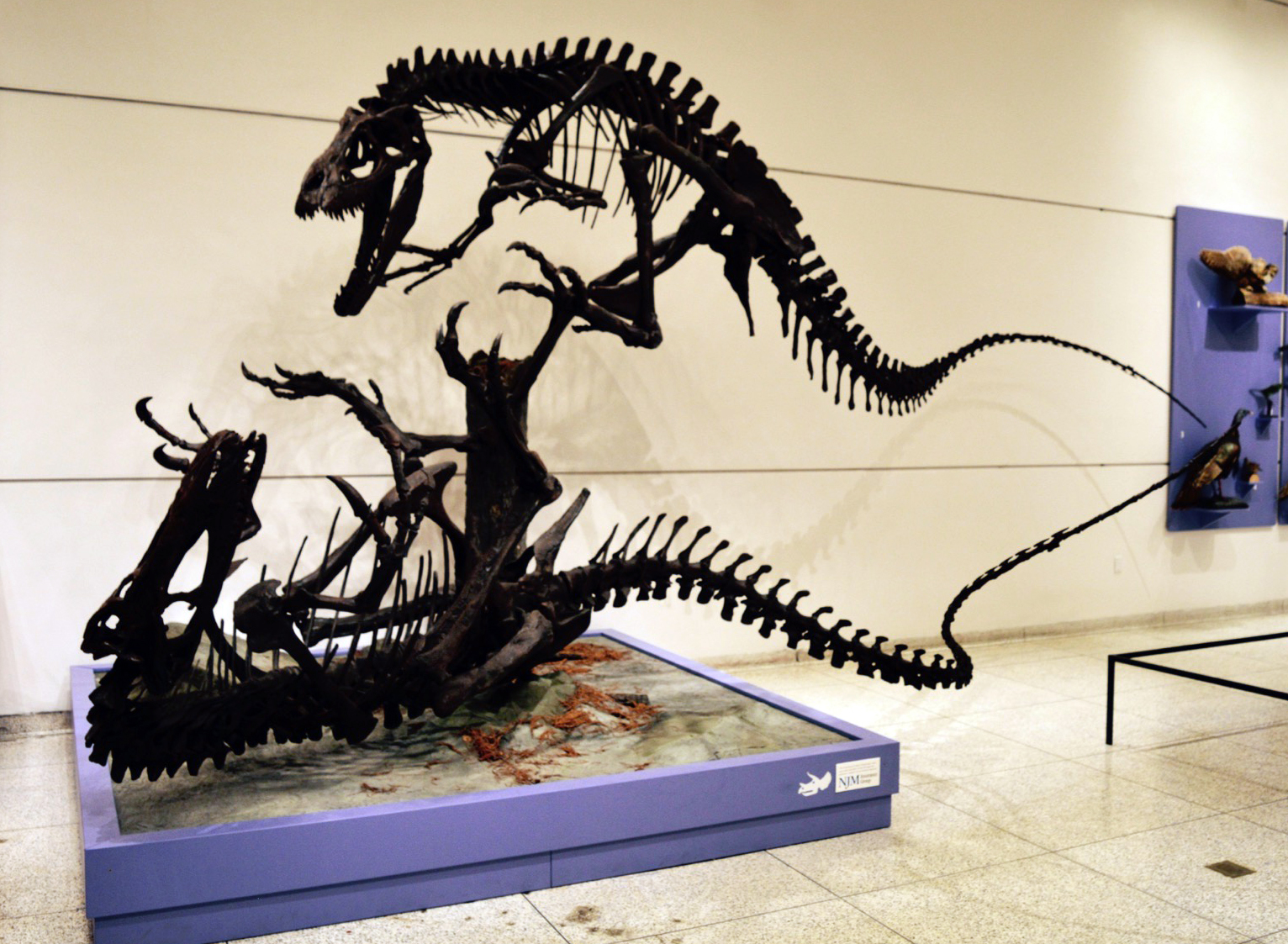
Rekonstrukce koster bojujících teropodů rodu Dryptosaurus.

Tento pevninský blok obývalo velké množství živočichů, včetně populárních dinosaurů, ptakoještěrů a mnoha dalších. Žili zde také tyranosauroidi, kteří se vývojově oddělili od laramidisjkých – v současnosti jsou odtud známé tři rody těchto teropodů – Dryptosaurus, dále Appalachiosaurus a nejnověji poněkud pochybný rod Teihivenator. Žila zde také velká skupina ankylosaurů a hadrosauridů, podobných laramidijskému rodu Corythosaurus.
V oblasti Appalačie se v období pozdní křídy vyskytovaly také velké až obří formy ornitomimosaurů.